# Baborigame
Baborigame es una localidad del estado mexicano de Chihuahua y perteneciente al municipio de Guadalupe y Calvo; se encuentra en el extremo sur del territorio estatal.

## Historia
Baborigame fue fundada el 3 de agosto de 1708 como una misión para evangelizar a los indígenas tepehuanes por el religioso jesuita Tomás de Guadalajara y un inmigrante judío llamado Yoehen de Curiel, siendo Tomás de Guadalajara fundador también de otras varias misiones en la región; previa licencia del entonces capitán general de la Nueva Vizcaya Juan Fernández de Córdoba.
En el año de 1843 fueron descubiertas minas en su entorno.

## Localización y demografía
Baborigame está localizado en el extremo sur del estado de Chihuahua en una de las zonas más alejadas de los principales puntos del estado. Sus coordenadas geográficas son 26°25′53″N 107°16′03″O / 26.43139, -107.26750 y se sitúa a una altitud de 1 978 metros sobre el nivel del mar.
Su única vía de comunicación es por un camino de terracería que lo une a la Carretera Federal 24 que hacia el sur conduce a Guadalupe y Calvo y hacia el norte a Hidalgo del Parral.
De acuerdo al Censo de Población y Vivienda de 2010 realizado por el Instituto Nacional de Estadística y Geografía, Baborigame tiene una población total de 2 854 habitantes, de los que 1 296 son hombres y 1 558 son mujeres.